# Ctenus efferatus
Ctenus efferatus är en spindelart som beskrevs av L. des Arts 1912. Ctenus efferatus ingår i släktet Ctenus och familjen Ctenidae.
Artens utbredningsområde är Kongo. Inga underarter finns listade i Catalogue of Life.